# 유토정
유토정(雄踏町)은 시즈오카현 하마나군에 설치되었던 정이다. 현재의 하마마쓰시 니시구의 일부에 해당한다. 일부 지역은 유토 1초메, 2초메라는 주소 표기가 되었다.

## 역사
- 1889년 - 정촌제 시행과 함께 유토촌이 성립하였다.
- 1925년 2월 11일 - 유토촌이 정으로 승격해 유토정이 성립하였다.
- 2005년 7월 1일 - 주변 10시정촌과 함께 하마마쓰시에 편입되었다. 자치체로서의 유토정은 폐지되었다.